# دوري آيسلندا الممتاز 1912
دوري آيسلندا الممتاز 1912 (بالآيسلندية: Efsta deild karla í knattspyrnu 1912)‏ هو الموسم 1 من  دوري آيسلندا الممتاز. أقيم خلال الفترة 1912 وحتى 2 يوليو 1912، وكان عدد الأندية المشاركة فيه  4، وفاز فيه ناتدبيرنوفيلاغ ريكيافيكور.